# Les Gardiens de la Galaxie (série télévisée d'animation)
Pour les articles homonymes, voir Gardiens de la Galaxie.
Hulk et les Agents du S.M.A.S.H. Spider-Man
Les Gardiens de la Galaxie (Marvel's Guardians of the Galaxy) est une série d'animation américaine en 77 épisodes de 22 minutes basée sur la série de comics des Gardiens de la Galaxie et diffusée entre le 1er août 2015 et le 9 juin 2019 sur Disney XD.
En France, la série est diffusée depuis le 28 octobre 2015 sur Disney XD, et au Québec dans la Zone XD sur La Chaîne Disney.
Cette série s'inscrit dans la continuité d'autres séries d'animation de Marvel, comme Avengers Rassemblement, Hulk et les Agents du S.M.A.S.H. et Ultimate Spider-Man. Les personnages la série sont d'ailleurs apparus en phase test dans les séries précitées avant d'obtenir leur propre série.
Elle est aussi une sorte de suite à la première ébauche de scénario du film Les Gardiens de la Galaxie (2014), mais le réalisateur James Gunn a précisé que la série ne faisait pas partie de l'univers cinématographique Marvel et qu'elle n'avait pas de lien avec le film et sa suite, Les Gardiens de la Galaxie 2, prévue pour 2017. La série a été renouvelée pour une troisième et dernière saison (Mission Breakout) à l'Expo D23.

## Synopsis
Peter Quill (alias Star-Lord), Rocket, Gamora, Groot et Drax le Destructeur forment les Gardiens de la Galaxie. Ils découvrent l'existence d'un puissant artéfact, la graine cosmique, une arme redoutable qui peut créer un nouvel univers. Son immense pouvoir est convoité par de nombreuses personnes, dont le maléfique Thanos. La carte de la Graine Cosmique est cachée dans un objet nommé le CryptoCube de Spartax. Pour protéger la galaxie, Ils vont devoir trouver cet artefact tout en empêchant de nombreux ennemis tels que Thanos, Ronan l'Accusateur, Nébula, les Ravageurs de Yondu ou Korath le Poursuiveur et d'autres de s'en emparer.

## Distribution

### Personnages principaux
- Will Friedle (VF : Bruno Mullenaerts) : Peter Quill / Star-Lord[5]
- Trevor Devall (VF : Nicolas Matthys) : Rocket[5], Ranger[6]
- Vanessa Marshall (VF : Valérie Muzzi) : Gamora[5], Meredith Quill (2e apparition), Lab Chief X7[6], Lab Chief X8[6]
- Kevin Michael Richardson (VF : Laurent Vernin) : Groot[5], Wal Rus[6], Mandala
- David Sobolov (VF : Martin Spinhayer) : Drax le Destructeur[5], Blackjack O'Hare[6]

### Voix additionnelles
- Jonathan Adams : Ronan l'Accusateur[7]
- Pamela Adlon : Ma Raccoon[6], Sis Raccoon[6]
- Jeff Bennett : Rhomann Dey[8]
- J. B. Blanc : Titus[9]
- Jesse Burch : Black Dwarf
- John DiMaggio : Lunatik[9]
- Dave Fennoy (VF : Claudio Dos Santos) : Korath
- Brian George : Pyko[6]
- David Kaye : Corvus Glaive
- Jennifer Hale : Mantis
- Tom Kenny : le Collectionneur
- Isaac C. Singleton Jr. (VF : Patrick Descamps) : Thanos
- Jason Spisak : Grandmaster[9]
- Tara Strong : Nova Prime / Irani Rael[9], Lucy[9]
- Cree Summer : Nebula[10], Meredith Quill (1re apparition)[8]
- James Arnold Taylor (VF : Patrick Brüll) : Yondu Udonta, Cosmo the Spacedog[5]
- James Urbaniak : Ebony Maw
- Kari Wahlgren : Proxima Midnight
- Hynden Walch : Supergiant

## Version française
- Société de doublage : Dubbing Brothers
- Direction artistique : Laurent Vernin
- Adaptation des dialogues : Caroline Vandjour et Christine de Cherisey

## Épisodes

### Saison 1 (2015/2016)
- Épisodes courts Origins : 5 mini épisodes de 5 minutes consacrés à chacun des personnages, assemblés en un seul épisode en France
  - Star-Lord
  - Groot
  - Rocket Raccoon
  - Drax
  - Gamora

- Épisodes de la saison 1[11] :

1. En route pour Knowhere (Road to Knowhere)
2. Le cryptocube (Knowhere to run)
3. Le choix de Rocket Racoon (One in a Million You)
4. Un combat inattendu (Take the Milano end run)
5. La moisissure rouge (Can't Fight this Feeling)
6. Infiltrations (Undercover Angle)
7. La stratégie de Gamora (The Backstabbers)
8. L'ennemi dans la peau (Hitchin' a Ride)
9. Retour aux origines (We Are Family)
10. Croissance de lune perturbée (Bad moon rising)
11. Les Moombas (Space Cowboys)
12. Le Fléau d'Attilan (Crystal Blue Persuasion)
13. Le destructeur de métal (Stuck in the metal with you)
14. Le puissant Star-Lord (Don't stop Believin’)
15. Incidents mineurs (Accidents will happen)
16. Le frêne du monde (We are the world tree)
17. Un amour de Vaisseau (Come out and gut your love)
18. La guerre contre Asgard, Partie 1 - La foudre frappe (Asgard War part 1: Lightning Strikes)
19. La guerre contre Asgard, Partie 2 - Le sauvetage (Asgard War part 2: Rescue me)
20. Le procès de Gamora (Fox on the run)
21. Retour à Attilan (Inhuman touch)
22. Sur les traces du passé (Welcome back)
23. Une si longue recherche (I've been searching so long)
24. Les plantes maléfiques de Thanos (I feel the Earth move)
25. Double jeu (Won't get fooled again)
26. Le Noël des Gardiens (Jingle bell rock)

### Saison 2 (2017)
- Épisodes courts : six mini-épisodes de 5 minutes diffusés de février à mars 2017 :
  - Mission Spécial
  - Star-Lord contre MODOK !
  - Drax Attaque !
  - Rocket ! Groot ! Une Créature !
  - Gamora Contre-Attaque !
  - Les Retrouvailles

Disney XD US a sorti une version longue des six mini-épisodes appelés « Pick Up The Pieces »
- Épisodes de la saison 2[4] :

1. Gardiens contre avengers (Stayin' Alive)
2. L'incroyable équipe (Evolution Rock)
3. Grande vérité et petits mensonges (Lyin' Eyes)
4. L’œuf de groot (Free Bird)
5. La princesse rebelle (Girls Just Wanna Have Fun)
6. La femme au casque noir (Black Helmet Woman)
7. Bon endroit, mauvais moment (Right Place, Wrong Time)
8. La conférence de paix (Me and You and a Dog Named Cosmo)
9. Un problème bien entêtant (Can't Get It Out of My Head)
10. Poussées de croissance (Rock Your Baby)
11. La guerre des symbiotes partie 1 (Symbiote War, Part 1: Wild World)
12. La guerre des symbiotes partie 2 - survie (Symbiote War, Part 2: I Will Survive)
13. La guerre des symbiotes partie 3 - une aide foudroyante (Symbiote War, Part 3: Thunder Road)
14. Le casque de centurion nova (Back in Black)
15. Les casques noirs (Knights in Black Helmets)
16. Nova contre nova (Nova Me, Nova You)
17. L'arme apocalyptique (Mr. Roboto)
18. Les destructeurs (Destroyer)
19. Le pire et le meilleur (You Can't Always Get What You Want)
20. N'est pas guerrier qui veut (I've Seen All Good People)
21. Attaque à l'intox (Another One Bites the Dust)
22. Blague à part... (It's Tricky)
23. Le côté obscur (You're No Good)
24. Le jeu du pouvoir (Behind Gold Eyes)
25. Retrouvailles (Unfortunate Son)

### Saison 3 (2018): "Opération: Évasion"
Une troisième saison, annoncée à l'expo. D23, basée sur l'attraction du même nom des parcs à thèmes Disney Guardians of the Galaxy – Mission: Breakout! est en diffusion sur Disney XD depuis le 18 mars 2018.
1. Mission évasion (Mission: Breakout)
2. Retour dans le Groove de New York (Back in the New York Groove)
3. L'Alliance (Drive My Carnage)
4. Convoi spécial (I Fought the Law)
5. Les Gladiateurs de Titan (Titan Up)
6. Fuite d'argent liquide (Money Changes Everything)
7. La Culpabilité d'une sœur (Sisters Are Doin' it for Themselves)
8. La Quête de Drax (We Are The Champions)
9. L'Émission de Star-Lord (Fame)
10. Heureux, tous ensemble (Happy Together)
11. Le Procès (Gotta Get Outta This Place)
12. L'aide du canard (Long Distance Runaround)
13. Le Monde au creux de la main (You Don't Own Me)
14. Le vortex noir - 1re partie (Black Vortex, Part 1)
15. Le vortex noir - 2e partie (Black Vortex, Part 2)
16. Le vortex noir - 3e partie (Black Vortex, Part 3)
17. Le vortex noir - 4e partie (Black Vortex, Part 4)
18. La faute à Nova Prime (Blame It on the Boss of Nova)
19. Le vrai moi (The Real Me)
20. Paranoïa (Paranoid)
21. La menace Darkhawk (Darkhawks on the Edge of Town)
22. Un héros malgré lui (Holding Out for a Hero)
23. Les amis en renfort (With a Little Help From My Friends)
24. Les fragments perdus (Breaking Stuff is Hard to Do)
25. Hela la maléfique (Killer Queen)
26. Les gardiens de la paix (Just One Victory)

## Musique
En août 2015, il est révélé que plusieurs chansons des années 1970 seront utilisées dans la série, avec une approche similaire à celle du film Les Gardiens de la Galaxie sorti en 2014.
En septembre 2015, la sortie de l'album Marvel's Guardians of the Galaxy: Cosmic Mix Vol. 1 (Music from the Animated Television Series) est annoncée comme une compilation des musiques présentes dans la saison 1.
| 1.    | Hooked on a Feeling       | Blue Swede      | 2:53 |
| 2.    | Funk #49                  | James Gang      | 3:56 |
| 3.    | Drift Away                | Dobie Gray      | 3:57 |
| 4.    | Walk Away                 | James Gang      | 3:34 |
| 5.    | The Boys Are Back in Town | Thin Lizzy      | 4:28 |
| 6.    | Shake Your Groove Thing   | Peaches & Herb  | 5:33 |
| 7.    | Funk Funk                 | Cameo           | 4:47 |
| 8.    | Joy to the World          | Three Dog Night | 3:39 |
| 9.    | I Will Survive            | Gloria Gaynor   | 8:01 |
| 10.   | Rocky Mountain Way        | Joe Walsh       | 5:16 |
| 11.   | So You Are a Star         | Hudson Brothers | 3:48 |
| 12.   | Don't Stop Me Now         | Queen           | 3:30 |
| 50:42 |                           |                 |      |